# Porfirina

Struttura della porfina, la più semplice delle porfirine

Le porfirine (dal greco porphyrá - porpora), sono una classe di composti chimici la cui molecola è caratterizzata da uno scheletro eterociclico costituito da quattro molecole di pirrolo unite tramite i ponti metinici nella posizione alfa.
Sono importanti sia in natura, per i vari ruoli che ricoprono negli organismi vegetali e animali, che nell'ambito industriale e medico. Quelle naturali, come la clorofilla e il gruppo eme, sono fondamentali per lo svolgimento delle funzioni vitali degli organismi. In particolare la clorofilla permette la fotosintesi clorofilliana nelle piante, in seguito all'assorbimento della luce che viene poi trasformata in energia chimica necessaria alla pianta. Il gruppo eme presente nell'emoglobina, permette invece la corretta ossigenazione dei vari tessuti negli organismi animali fungendo da trasportatore di ossigeno.
L'elevata coniugazione presente in queste molecole è una delle principali caratteristiche che ne permettono l'applicazione e l'utilizzo per diversi scopi, il che ha anche portato alla preparazione di porfirine sintetiche.
Esse sono ad esempio utilizzate come coloranti nel campo delle vernici, delle materie plastiche e delle fibre chimiche. Alcuni tipi di porfirine sintetiche possono anche essere utilizzate come fotosensibilizzatori nella terapia fotodinamica (PDT).

## Struttura chimica
Le porfirine sono una classe di composti che comprendono sia molecole di origine naturale che di origine sintetica. Sono accomunate da uno scheletro fondamentale eterociclico molto particolare, che si ottiene dall'unione di quattro molecole di pirrolo unite fra loro nelle posizioni alfa tramite i ponti metinici (=CH-). Lo scheletro base è la cosiddetta porfina e le altre porfirine differiscono per i sostituenti legati al nucleo porfirinico. La distribuzione dei doppi legami nello scheletro della molecola è tale che il sistema ha un alto grado di coniugazione e, secondo la regola di Hückel, la porfirina è un composto aromatico eterociclico. L'aromaticità del sistema conferisce un'elevata stabilità e una scarsa reattività dei formali legami insaturi. Ciò rende possibile effettuare trasformazioni chimiche delle catene laterali senza intaccare il nucleo porfirinico.
Le porfirine sono rigide per la struttura planare dell'anello della molecola e per l'estesa coniugazione del macrociclo. 
Sempre grazie all'estesa coniugazione, questo tipo di molecole riesce ad assorbire determinate radiazioni che poi, una volta riemesse, conferiscono una determinata colorazione. Il sistema fondamentale è rosso-arancio, ma il colore dipende anche dai sostituenti legati alla porfirina e dalla natura dell'atomo centrale di metallo, se presente. Infatti il sistema porfirinico dà facilmente complessi con cationi metallici, i quali si dispongono al centro del macrociclo e vengono coordinati dai quattro atomi di azoto della molecola. Nel processo di coordinazione, i due gruppi -NH vengono deprotonati e salificati, mentre i due atomi di azoto di tipo azolico si legano al metallo mediante legami dativi. I complessi porfirinici, come ad esempio la 5,10,15,20-tetrafenilporfirina chelata con lo zinco, sono ancora più stabili del semplice chelante porfirinico. Ferro, magnesio, zinco, rame, nichel e cobalto sono gli atomi metallici più comunemente legati ai sistemi porfirinici.

## Porfirine e molecole correlate
Le porfirine sono in grado di coordinare facilmente diversi metalli. Ferro, magnesio, zinco, rame, nichel e cobalto sono esempi comuni di metalli rinvenuti legati ad un sistema porfirinico.
Alcune porfirine legate al ferro costituiscono l'eme; proteine contenenti gruppi eme, definite emoproteine, sono di grande interesse biochimico. Il ferro contenuto nell'emoglobina permette di legare l'ossigeno per essere poi reso disponibile a livello dei vari distretti cellulari. La mioglobina è un'altra emoproteina utilizzata per il trasporto dell'ossigeno, ma piuttosto che essere diffusa in tutto l'organismo è presente a livello significativo nel muscolo e possiede particolari proprietà. I citocromi sono altre importanti biomolecole contenenti ferro e adibite a varie funzioni legate all'utilizzo dell'ossigeno.
Dalla riduzione di una subunità di pirrolo a pirrolina si ottiene una clorina, il sistema porfirinico che lega il magnesio e che costituisce la clorofilla. Se le subunità di pirrolo ad essere ridotte sono due, si ottiene una batterioclorina, rinvenuta in alcuni batteri fotosintetici (esiste anche la forma isomera isobatterioclorina).

## Biosintesi

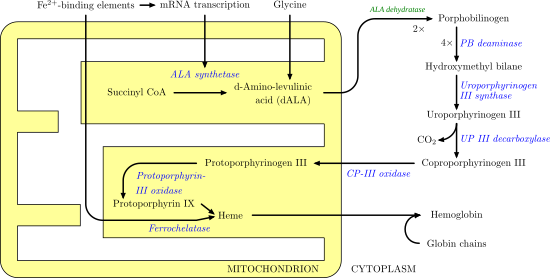
Biosintesi dell'eme. Notare che in giallo è indicato il mitocondrio mentre quello in bianco è il compartimento citoplasmatico.

La biosintesi viene principalmente effettuata nel fegato e nel midollo osseo all'interno del citoplasma e dei mitocondri. La prima tappa della formazione della porfirina consiste nella sintesi di acido 5-aminolevulinico (dALA) a partire dalla glicina e dal succinil-CoA proveniente dal ciclo di Krebs, in un processo catalizzato dall'enzima ALA-sintetasi. Due molecole di dALA si combinano per formare il porfobilinogeno (PBG), che contiene l'anello pirrolico.
Quattro molecole di porfobilinogeno subiscono deamminazione, perdendo un gruppo amminico e formando idrossimetilbilano (HMB) che viene idrolizzato a uroporfirinogeno III contenente quattro gruppi pirrolici. L'uroporfirinogeno III subisce quindi decarbossilazione formando il coproporfirinogeno III che verrà successivamente ossidato a protoporfirinogeno III che a sua volta subisce ulteriore ossidazione a protoporfirinogeno IX, che negli esseri umani rappresenta il diretto precursore dell'eme. Quest'ultimo composto viene quindi legato al ferro per formare l'eme, il cui prodotto del catabolismo sono i pigmenti biliari.

## Porfirie
Le porfirie sono una serie di malattie rare, largamente a carattere ereditario, legate alla carenza di uno specifico enzima della biosintesi della porfirina. Sono scatenate generalmente dall'assunzione di farmaci, dall'effetto di ormoni endogeni o dall'ingestione di sostanze che causano effetto tossico. Le manifestazioni cliniche possono essere di vario tipo, spiccano comunemente disturbi neurologici e cutanei.